# Cooperativa de Sant Antoni Abat
La Cooperativa de Sant Antoni Abat és la seu del sindicat agrícola de la localitat de la Granadella (les Garrigues) dedicat a la producció d'oli d'oliva. La primera junta per formar el sindicat agrícola i la caixa rural es va celebrar el 12 de gener de 1920. Aleshores es deia Sindicat agrícola de St. Antoni abat; al poc de funcionar es decidí d'ampliar l'edifici.
L'edifici original està disposat aprofitant el desnivell entre els carrers de la plaça de les escoles i el del Dr. Galceran. Es tracta d'una construcció eminentment funcional, una nau de planta rectangular dividida en dos espais per arcades de maons i coberta a dues aigües. Té dos pisos i a tots dos hi proliferen les obertures, disposades de forma ordenada i regular. La façana és de pedra vista, petits carreus irregulars i maó per als marcs de les obertures, totes d'arc rebaixat. Les finestres del segon pis de la façana lateral han estat tapiades en algun moment. Amb el temps també s'ha canviat el sostre, les encavallades de fusta s'han tret per posar-ne d'altres de ferro amb fibrociment. En aquest edifici a nivell del carrer de la plaça es fa la rebuda i emmagatzemament de les olives. A mesura que es va baixant, trobem el magatzem de materials, el molí de premsa hidràulica i el molí de pedra, la zona de filtració, decantació, i neteja de l'oli i finalment, els cups d'oli i vi. Exteriorment està fet amb murs de pedra irregular, amb ampliació de maons en llocs puntuals com les obertures, les línies de forjats i la cornisa. Es fa servir com un element ornamental. En totes les façanes destaca la distribució ordenada. Cap al 1978 es va fer el magatzem nou, ampliació adossada i totalment diferent.